# Chris Bosh
Christopher Wesson Bosh (* 24. března 1984, Dallas, Texas, USA) je bývalý americký profesionální basketbalista hrající na pozici pivota za klub Miami Heat v americké basketbalové lize NBA. Do NBA vstoupil v roce 2003, kdy jej draftoval tým Toronto Raptors. V Torontu se z Boshe stala opravdová hvězda, posbíral zde řadu osobních ocenění a zanedlouho, po odchodu dlouholeté ikony klubu Vince Cartera, se z něj stal týmový kapitán. V roce 2010 se ale Bosh rozhodl ukončit své působení v Torontu a 7. července se jako volný hráč upsal týmu Miami Heat. Důvodem změny dresu byly, jak sám později uvedl, sportovní ambice a touha získat titul pro šampiona NBA. V roce 2016 byl kvůli krevní sraženině v noze nucen dočasně přestat hrát, bylo to ale vážnější než se předpokládalo, a nakonec to vedlo k ukončení Boshovy kariéry.